# Trần Ngọc (người dẫn chương trình)
Trần Hồng Ngọc (sinh ngày 15 tháng 11 năm 1987), thường được biết đến với nghệ danh Trần Ngọc, là một biên tập viên, người dẫn chương trình và nhà sản xuất truyền hình người Việt Nam. Anh là người dẫn chương trình của một số chương trình truyền hình trên các kênh VTV3 và VTV7 của Đài Truyền hình Việt Nam.

## Sự nghiệp
Trần Ngọc bắt đầu cộng tác với Đài Truyền hình Việt Nam từ khi đang là sinh viên năm thứ nhất của Khoa Vật lý – Công nghệ hạt nhân, Trường Đại học Khoa học Tự nhiên (Đại học Quốc gia Hà Nội); ban đầu trong vai trò trợ lý trường quay. Khi kênh VTV3 cần tuyển người dẫn cho chương trình mới Ô cửa bí mật vào năm 2008, Ngọc đã được chọn và trở thành người dẫn dắt xuyên suốt của chương trình này trong phần lớn thời gian lên sóng. Đây cũng là chương trình mà anh ra mắt khán giả trong vai trò MC.
Năm 2012, Trần Ngọc trở thành người dẫn chương trình mới của chương trình Hãy chọn giá đúng, thay thế vị trí mà nhà báo Lưu Minh Vũ để lại cho đến năm 2018. Vào năm 2016, Trần Ngọc chuyển sang công tác tại Trung tâm Sản xuất các Chương trình Giáo dục của Đài Truyền hình Việt Nam và tham gia dẫn các chương trình trên kênh VTV7, bắt đầu từ Khám phá khoa học: Những thí nghiệm khổng lồ.

## Các chương trình đã tham gia

### Dẫn chương trình
- Ô cửa bí mật - VTV3
- Rung chuông vàng - VTV3: Anh đồng dẫn dắt chương trình cùng với MC Diệp Chi từ giữa năm thứ 4 đến giữa năm thứ 5.
- Hãy chọn giá đúng - VTV3
- Đường lên đỉnh Olympia - VTV3: Trần Ngọc tham gia dẫn dắt chương trình ở một số điểm cầu truyền hình trong các trận chung kết năm của cuộc thi Đường lên đỉnh Olympia từ năm thứ 13 đến nay.[8][9][10]
- Sáng tạo Việt - VTV3
- Trường Teen - VTV7: Anh dẫn dắt chương trình ở mùa thứ 3, mùa thứ 4 và mùa thứ 7.
- Bữa trưa vui vẻ (VTV6)
- Khởi nghiệp công nghệ - VTV3
- Gặp gỡ diễn viên truyền hình 2020 - VTV3
- Cafe sáng với VTV3 - VTV3
- Chuyện kể của những chú cừu - VTV7:[11]
- Không thì thầm - VTV7:Anh dẫn dắt chương trình cùng với Hồng Hạnh và Tuấn Tú.
- Khám phá khoa học: Những thí nghiệm khổng lồ - VTV7[7]
- Vui khỏe có ích - VTV3
- Cuộc hẹn cuối tuần - VTV3: Anh dẫn dắt chương trình cùng với nhà báo Long Vũ và MC Huyền Trang ở mùa thứ 2.
- Chữ V diệu kỳ - VTV3
- Giá mà biết trước - VTV2[12]
- Chúng tôi là chiến sĩ - VTV3: Anh tham gia chương trình với tư cách là MC ở trong phần chơi Chiến sĩ và những người bạn vào số phát sóng ngày 7/3/2014.
- Khi phụ nữ làm chủ - VTV3
- Điều nhỏ bé kỳ diệu - VTV3
- Quán quen chính gốc - VTV3
- Đẹp +84 - VTV3

### Người chơi - Khách mời
- Bữa trưa vui vẻ
- Vì bạn xứng đáng
- Chiếc nón kỳ diệu
- IELTS Face-off[13]
- Hãy yêu nhau đi
- Thế hệ số - VTV6
- Thử thách Đường Phố
- Bây giờ và ở đây - VTV2[14]
- Hãy chọn giá đúng[15]
- Khách sạn 5 sao
- Điều nhỏ bé kỳ diệu
- Lá xanh - VTV3 (31 tháng 3 năm 2025)

### Một số sự kiện khác
- VTV Awards 2020: The Hit List
- VTV Awards 2019: The Hit List
- Vú khúc ánh sáng 2019
- Lazada Supershow 2023
- Honda Thanks Day 2022
- Robocon 2023
- Hi vọng 2024

## Sự cố
Trong một buổi ghi hình của chương trình Hãy chọn giá đúng (phát sóng vào dịp Tết Âm lịch 2016), Trần Ngọc đã vô tình tiết lộ giá của một sản phẩm gạo sau khi sản phẩm này được công bố cho bốn người chơi đoán giá.

## Đề cử
| Năm  | Giải thưởng  | Hạng mục                                  | Đề cử cho | Kết quả |
| ---- | ------------ | ----------------------------------------- | --------- | ------- |
| 2022 | Ấn tượng VTV | Biên tập viên – Dẫn chương trình Ấn tượng | Bản thân  | Đề cử   |

## Đời tư
Ngày 30 thàng 12 năm 2016, Trần Ngọc đã tổ chức hôn lễ với Trịnh Mai Phương (sinh năm 1991), một nhiếp ảnh gia có tiếng ở Hà Nội. Cả hai đã đón người con đầu lòng vào năm 2020.
Bên cạnh công việc tại đài truyền hình, Trần Ngọc cũng tham gia đào tạo cho câu lạc bộ dẫn chương trình Master of Voice Power (MVP) do anh đồng sáng lập, đồng thời quản lý công việc tại studio ảnh cưới của vợ.